# Loi sur le Nunavut
Lire en ligne

laws-lois.justice.gc.ca/PDF/N-28.6.pdf

La loi sur le Nunavut (en anglais : Nunavut Act) est une loi canadienne ayant mené à la création du territoire du Nunavut. La loi concerne également l'organisation du gouvernement du Nunavut.